# Wigbold Crommelin

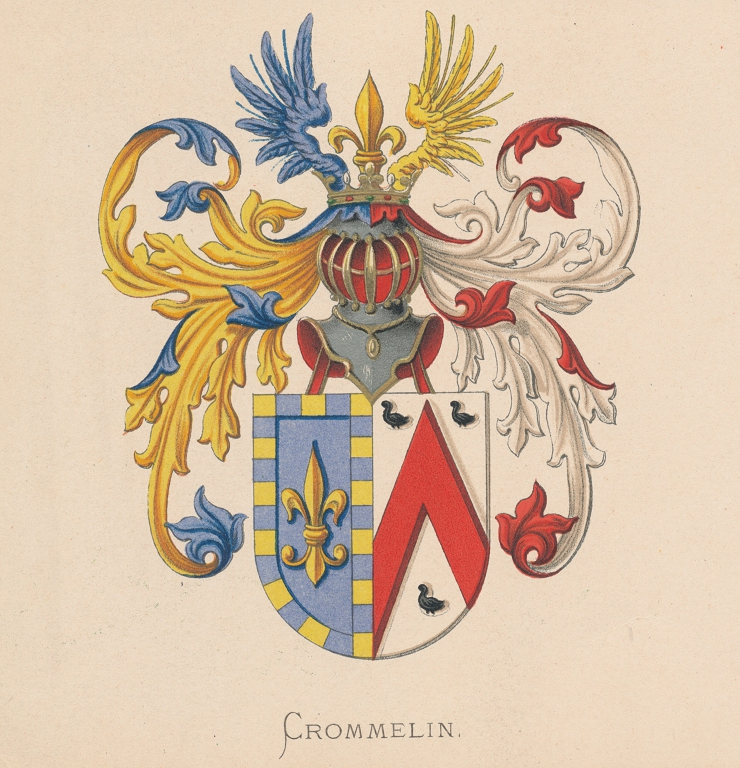
Het familiewapen van de Crommelins

Wigbold Crommelin (Haarlem, 13 september 1712 - Grave, 1789) was een Nederlands militair en gouverneur-generaal in Suriname.

## Biografie
Wigbold Crommelin werd geboren als zoon van luitenant-generaal Benjamin Crommelin en Catharina Elisabeth Slicher. Wigbold werd, net als zijn vader, militair en diende eerst als vaandrig in het regiment van zijn vader. Hij trouwde in 1738 in Den Haag met Bartha Orrock, dochter van generaal Jeremias Orrock. Zij kregen vier dochters en een zoon. Tijdens de Oostenrijkse Successieoorlog was hij betrokken bij het beleg van Namen en Maastricht in 1747 en werd gevangengenomen.
Na de Vrede van Aken in 1748 werd hij bevorderd tot luitenant-kolonel en benoemd als commandeur van de troepen in Suriname. Toen hij in 1749 in Suriname arriveerde, kwam hij terecht in een strijd tussen de toenmalige gouverneur-generaal Jan Jacob Mauricius en een aantal opstandige planters, zoals Charlotte Elisabeth van der Lith. Crommelin koos de zijde van Mauricius, een keuze die gedurende zijn tijd in Suriname tegen hem bleef werken. De planters klaagden bij de directeuren van de Sociëteit van Suriname over het functioneren van Mauricius, die werd geschorst en in 1751 ad interim opgevolgd door baron Von Spörcke. Von Spörcke was in 1750 in Suriname aangekomen, maar werd ziek en overleed al in 1752. Crommelin was de logische opvolger, maar werd tegengewerkt door de planters, die een zogenaamd "cabale" hadden gevormd. De opvolgingskwestie werd zo op de spits gedreven dat uiteindelijk de Staten-Generaal en prinses Anna van Hannover tussenbeide moesten komen. Zij stelden Crommelin aan als interim gouverneur-generaal, een functie die hij tot 1754 bekleedde. In dat jaar moest hij deze functie overdragen aan Pieter Albert van der Meer. Van der Meer overleed in 1756 en ook over de opvolging brak ruzie uit. Jean Nepveu vervulde de functie van interim gouverneur-generaal. Crommelin vertrok naar Nederland voor verlof.

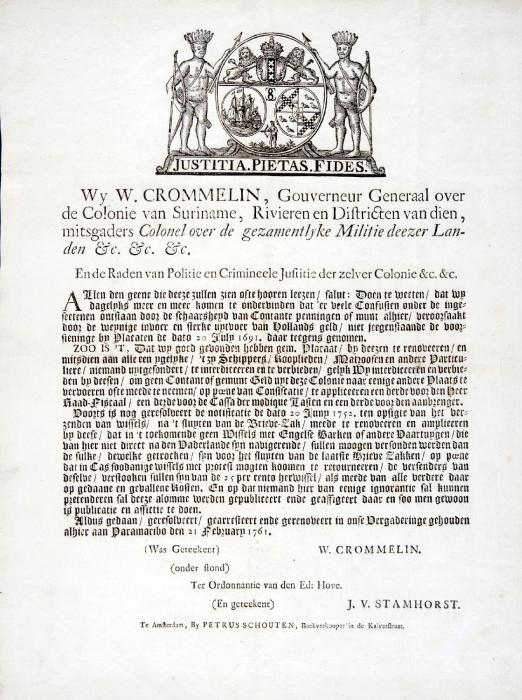
Gedrukte regeringsaankondiging 1761

In september 1757 werd Crommelin officieel benoemd en vervulde de functie gedurende twaalf jaar. In deze tijd sloot hij vrede met de Aukaners en Saramaccaners. Tijdens zijn bestuur kwam de zendingsarbeid van de latere Evangelische Broedergemeente Suriname op gang onder leiding van Christoph Kersten. Hij probeerde het slavenreglement en de bijbehorende lijfstraffen te verzachten, maar ondervond daarbij veel weerstand van het Hof van Politie, dat voornamelijk bestond uit welvarende plantage-eigenaren. De onvrede met een gedeelte van de plantage-eigenaren werd vergroot door de kosten die het aantrekken van meer troepen uit Nederland met zich meebracht. De troepen waren nodig omdat weggelopen slaven, de Marrons plantages begonnen te overvallen. In 1763 zond hij troepen naar de Berbice, waar een slavenopstand was uitgebroken.
Naast zijn officiële loopbaan heeft Crommelin geïnvesteerd in de aanleg van plantage Rust en Werk; deze beschouwde hij als zijn tweede huis. Tijdens ambteloze perioden was hij altijd op zijn plantage te vinden. 
Ook bij Crommelin trad de gebruikelijke vermenging van officiële loopbaan met particuliere belangen op, die het kenmerk was van alle hoge ambtenaren in Suriname. Zo liet de gerepatrieerde planter Stephanus Laurentius Neale zijn plantages administreren door gouverneur Crommelin. In 1768 vroeg Crommelin groot verlof aan, met de bedoeling te repatriëren. In oktober 1769 kreeg Crommelin eervol ontslag. Jean Nepveu werd opnieuw benoemd tot interim-gouverneur.
Crommelin was echter niet in staat meteen te vertrekken. Een van de problemen was het voorgenomen huwelijk van zijn dochter Geertruida Elisabeth met vaandrig Jurriaan François de Friderici. Jurriaan werd korte tijd door Crommelin in huis opgenomen, nadat zijn ouders in 1763 waren gestorven. Crommelin was ook voogd over de beide broers van De Friderici.
In 1770 vroeg de 19-jarige Friderici toestemming om te trouwen met de 25-jarige dochter die hem eerder heimelijk een schriftelijke toezegging had gedaan. Haar vader verzette zich tegen het huwelijk en Friderici tekende in mei protest aan bij Nepveu vlak voor het vertrek van de Crommelins naar Nederland. Friderici vertrok enkele weken later naar Amsterdam in een poging toch nog met haar te kunnen trouwen. In maart 1771 was hij terug omdat zijn geliefde Geertruida zou trouwen met Jacob C.M.E.A. van Heeckeren.
Crommelin vestigde zich na zijn pensionering in Breda, samen met zijn vrouw en kinderen en drie slaven, waarschijnlijk persoonlijke bedienden, te weten “de sociëteitsnegerjongen Joost, negerjongen Laloupe [en de] mulattin Anna”. Anna en Laloupe zijn in 1772 in de Grote kerk van Breda gedoopt. Doop was vaak een voorwaarde voor de vrijheid. Anna heette sindsdien Anna Elisabeth Chatillon en Laloupe kreeg als doopnaam Christiaan Africanus. Zij bleven in Nederland, in dienst van Crommelin. Joost was een sociëteitsslaaf, wat betekende dat hij eigendom was van de Sociëteit van Suriname en dus niet van Crommelin. Joost ging verschillende keren naar Amsterdam om voor zijn vrijheid te pleiten, maar de Sociëteit van Suriname maande Crommelin juist met een dwangsom van fl 1200,- om Joost naar Suriname terug te sturen. In februari 1771 werd Joost inderdaad op het schip gezet terug naar Suriname. 
Na het overlijden van Bartha hertrouwde Crommelin in 1775 (op 62-jarige leeftijd) in Sint Oedenrode met Sybrandina Cornelia Johanna Storm van 's Gravesande (1756-1811). Uit dit huwelijk kwamen vier dochters en vijf zonen. Vier van deze kinderen overleden op heel jonge leeftijd, van een vijfde kind is onbekend hoe oud zij is geworden.
Crommelin sleet zijn laatste jaren op Kasteel Dommelrode in Sint-Oedenrode, de welke hij met de opbrengst van de verkoop van zijn plantage Rust en Werk in 1776 had gekocht van zijn zwager. Toen Crommelin hoorde dat Jean Nepveu ziek was geworden, ondernam hij nog een poging om als gouverneur naar Suriname terug te keren, evenwel zonder resultaat. Wigbold Crommelin overleed in 1789 in Grave.